# 栴檀寺
栴檀寺（せんだんじ）は愛媛県西条市に所在する高野山真言宗の寺院。正式には、世田山 医王院 栴檀寺と号し、通称・世田薬師である。本尊は薬師如来立像。新四国曼荼羅霊場36番札所。
ご詠歌：はるばると　登りて見れば　世田の山　瑠璃の光の　験(あらた)なりけり

## 概要

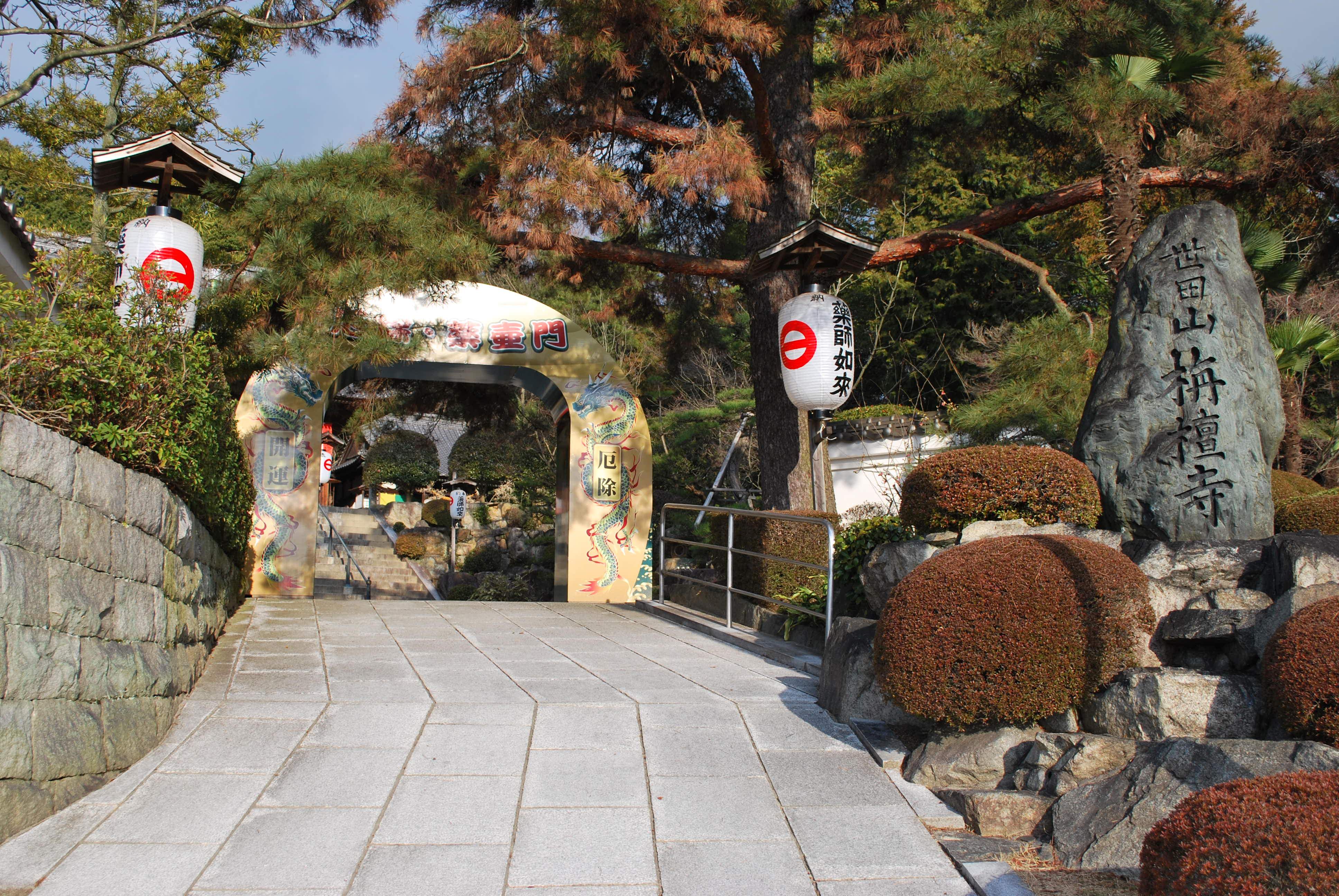
山門

西条市と今治市の市境にある世田山（標高339m）の東側の標高58m辺りに麓寺があり、標高280m辺りに本堂のある本来の寺地がある。
伝承によれば、奈良時代の神亀元年（724年）に行基が四国を巡錫している折に、世田山上に薬師如来の姿を見つけ、栴檀の木にその姿を刻んだという。寺院の名称はこの伝承に由来する。その本尊は身の丈9尺の立像で秘仏であり、最盛期は末寺十二坊を数え、山岳仏教の拠点として栄えたといわれている。
中世には世田山の山上に世田城が築かれた。世田城の名は太平記巻二十二「世田山の合戦」に登場する。南北朝時代の1342年（興国2年)南朝の大館氏明は新田義貞の甥で伊予の宮方（南朝）を守るべく奮闘し城主として世田城を守っていたが、北朝方の細川頼春の大軍１万余騎に攻められ落城し17勇士と共に切腹した。また、室町時代に入っても細川氏と河野氏の戦いが世田山城を舞台に1364年と1479年の二度の大戦がある。
昭和2年（1927年）標高280m辺りにある本堂を奥之院とし、大師堂と三宝荒神堂を山麓に移し本坊を構えた。さらに、令和3年（2021年）山麓に金堂を新築し、本尊の薬師三尊と十二神将を遷座した。令和6年（2024年）5月15日鐘楼堂の落慶により麓への移転事業は完了し同日に創建1300年大法会が行われた。
なお、旧本堂へは、本坊より約1Km約40分の遊歩道が整備されている。
夏の土用の丑の日には江戸時代より「きうり加持」が行われている。
世田山は「えひめの自然100選」に選定されており、瀬戸内海国立公園の一部になっている。

## 境内

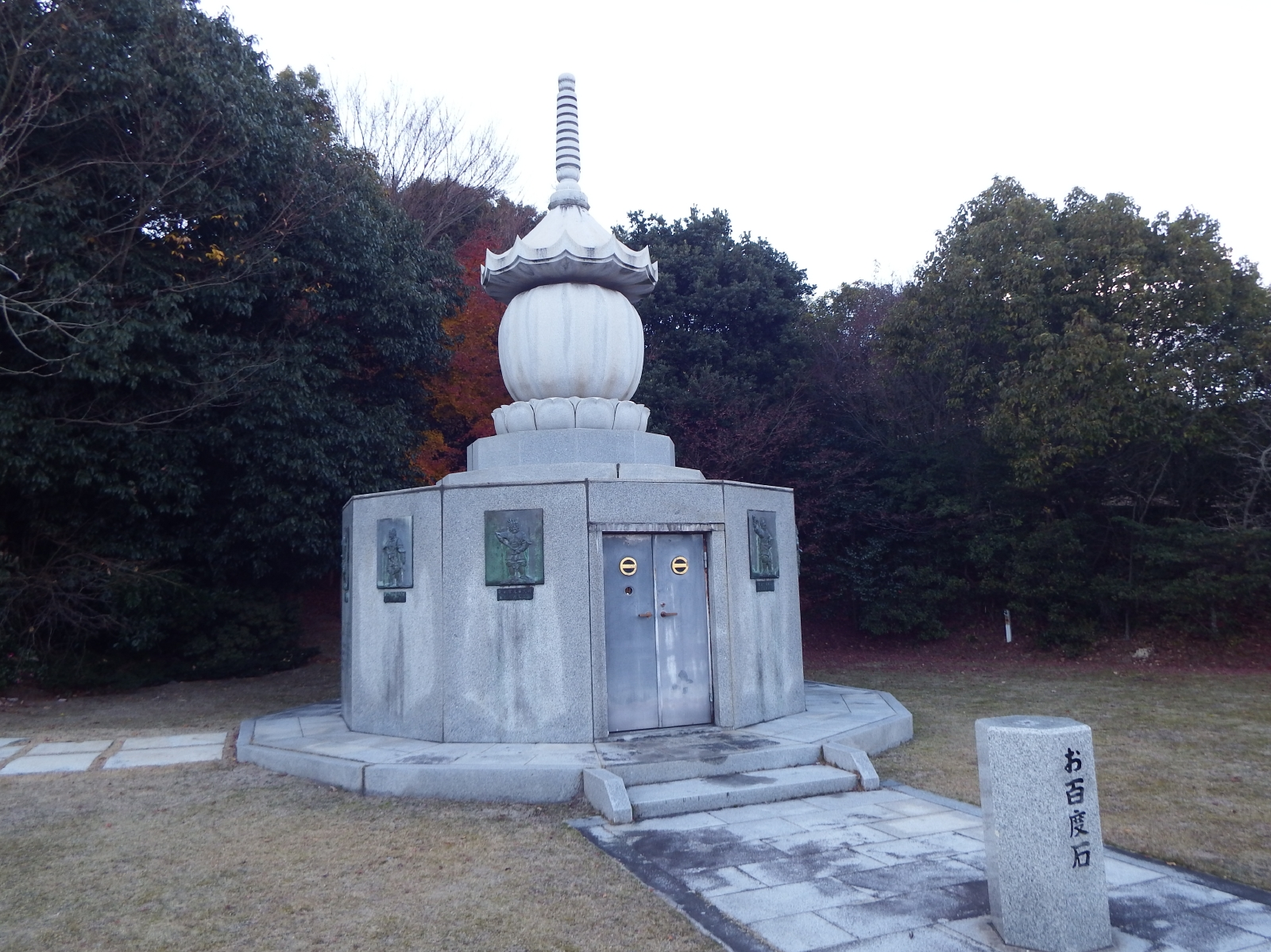
薬壷の塔

- 金堂（本堂）：2021年5月19日落慶。世田山中腹の旧本堂より薬師三尊と十二神将を金堂中央奥に秘仏として遷座。金堂中央には楕円の祭壇を置き、新調された前立の半丈六の薬師如来立像と日光月光菩薩立像その周りを取り囲むように十二神将が立ち、兵庫県小野市の国宝浄土寺の阿弥陀三尊立像を参考に360度の方向から拝観できるが、拝観日は寺に問い合わせのうえ。
- 大師堂：大師像を拝顔できる。
- 三宝荒神堂
- 薬壷の塔：平成5年（1993年）完成。この前は広場になっていて大柴燈護摩の会場になる、背後には薬師如来石仏の前に結界があり胡瓜を埋める穴がある。
- 鐘楼堂：奥之院にあったが79年ぶりに新薬師寺の鐘楼を参考に新築。戦争供出で失われていた釣鐘も新調。
- 本坊

本坊エリアより約650mの登山（世田山遊歩道：えひめ森林浴八十八ヵ所75番）
- 岩の不動明王：像高約4mの丈六仏。

さらに、約300mの登山
- 旧本堂（奥之院）
- 不動堂
- 大館氏明公墓所

さらに、約400mの登山
- 山頂展望台、世田城址

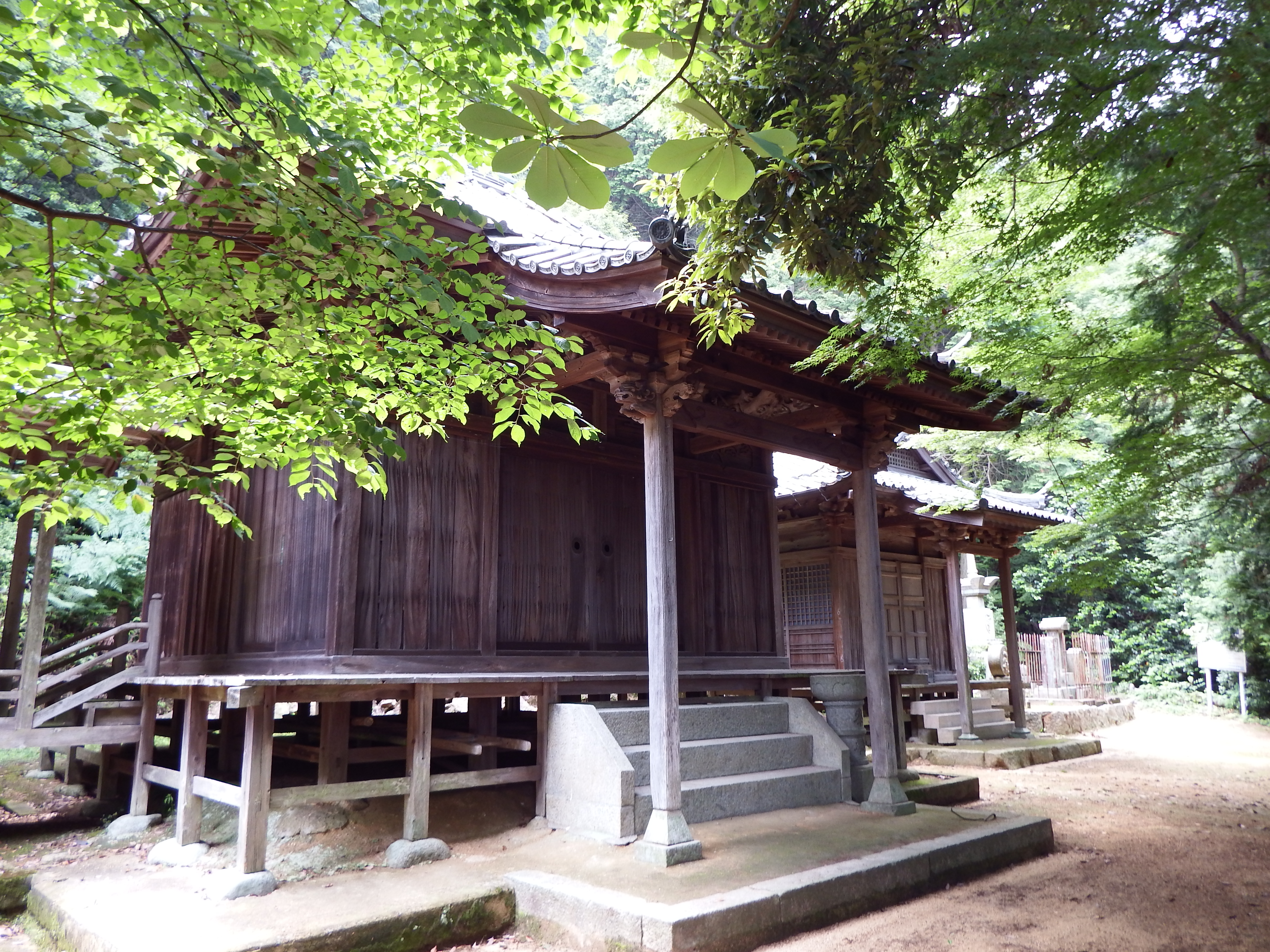
旧本堂（奥の院）
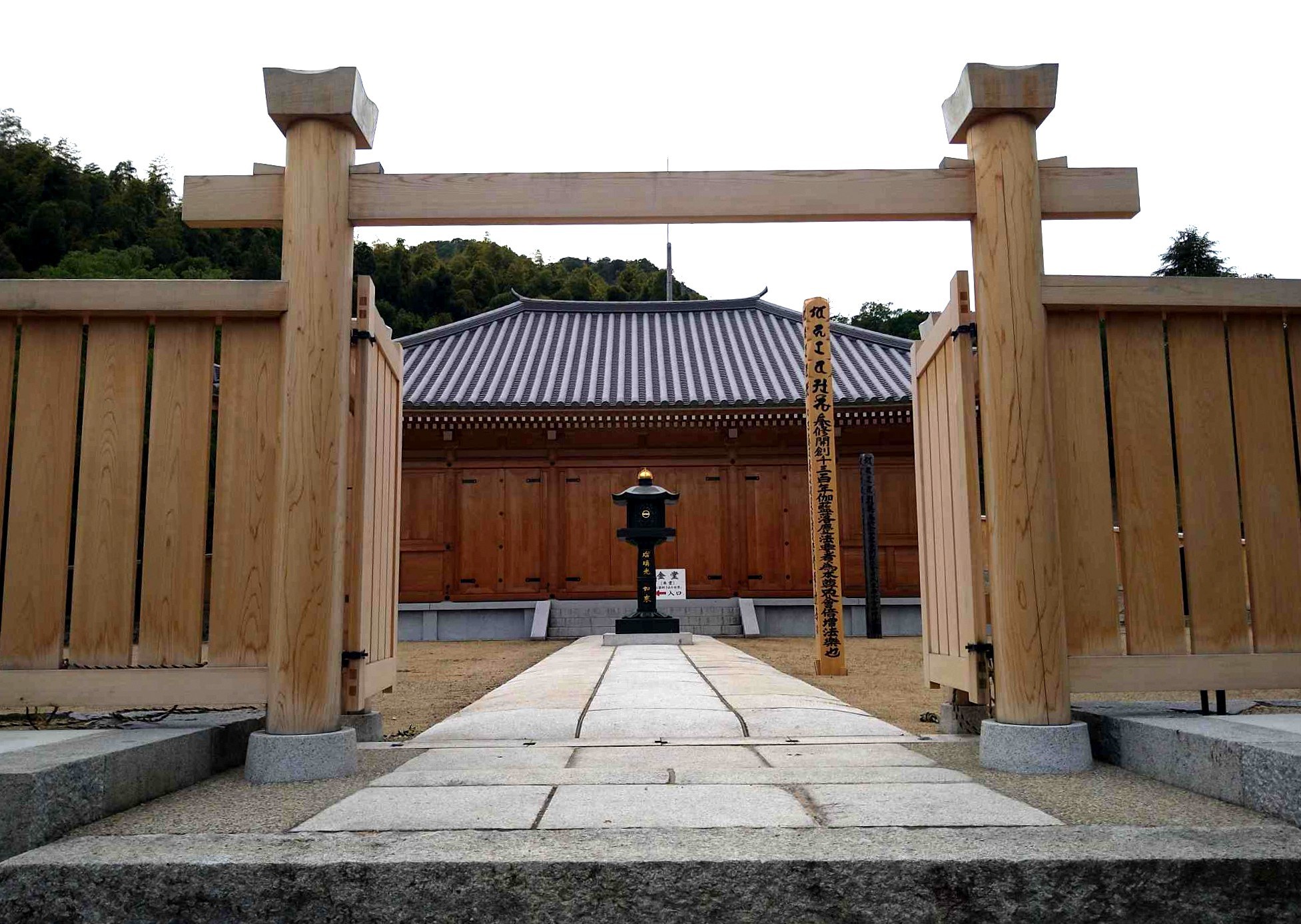
金堂
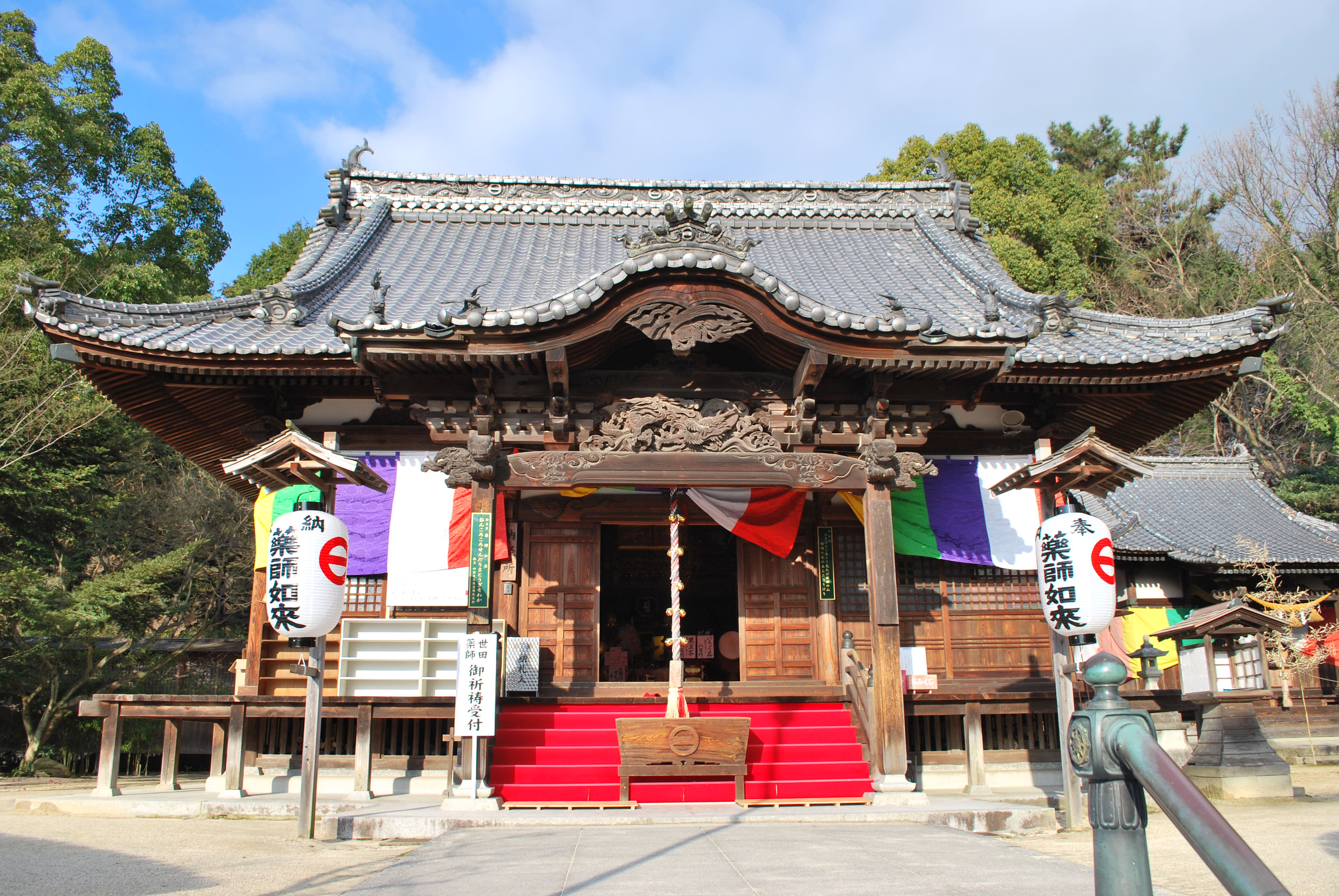
大師堂
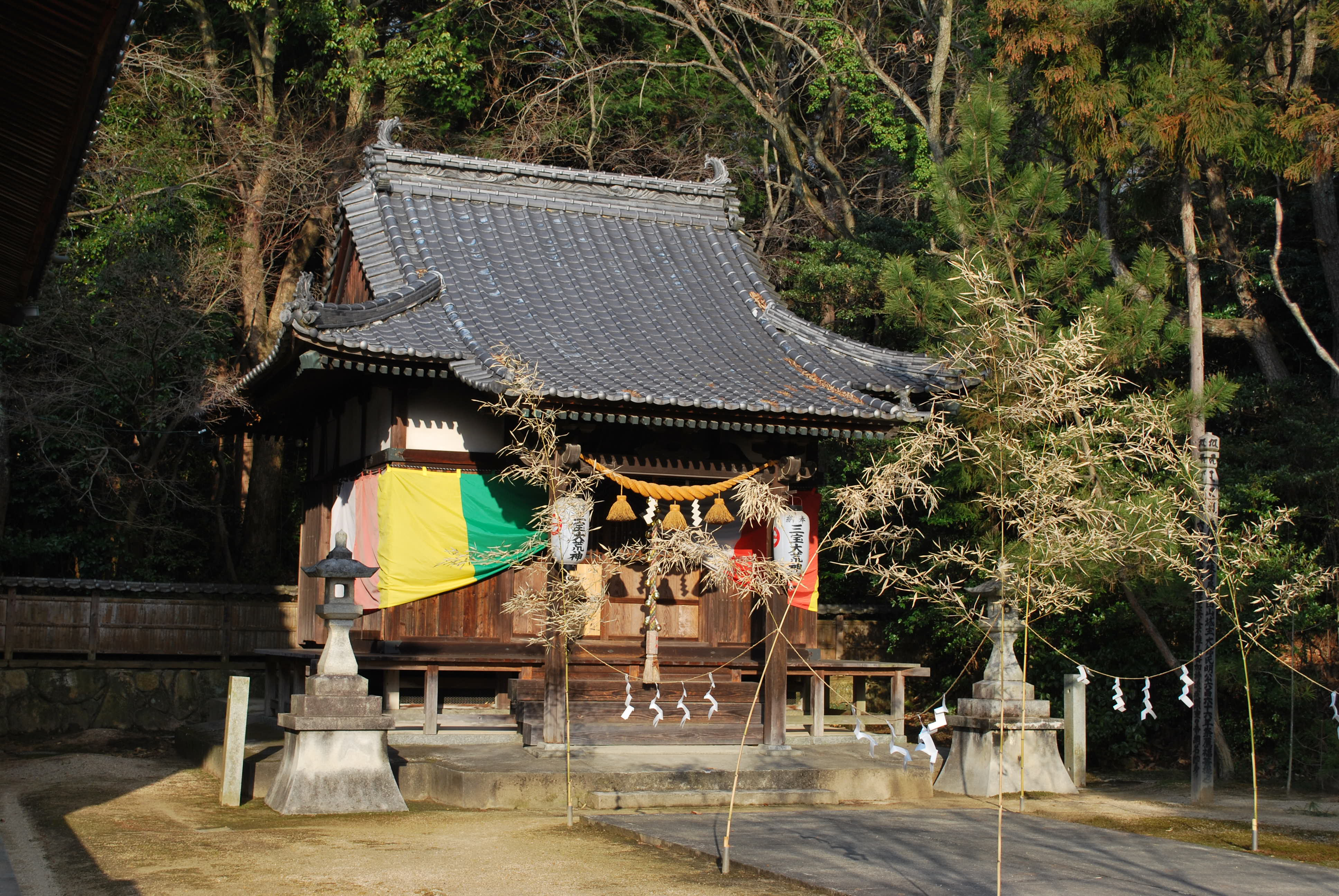
三宝荒神堂
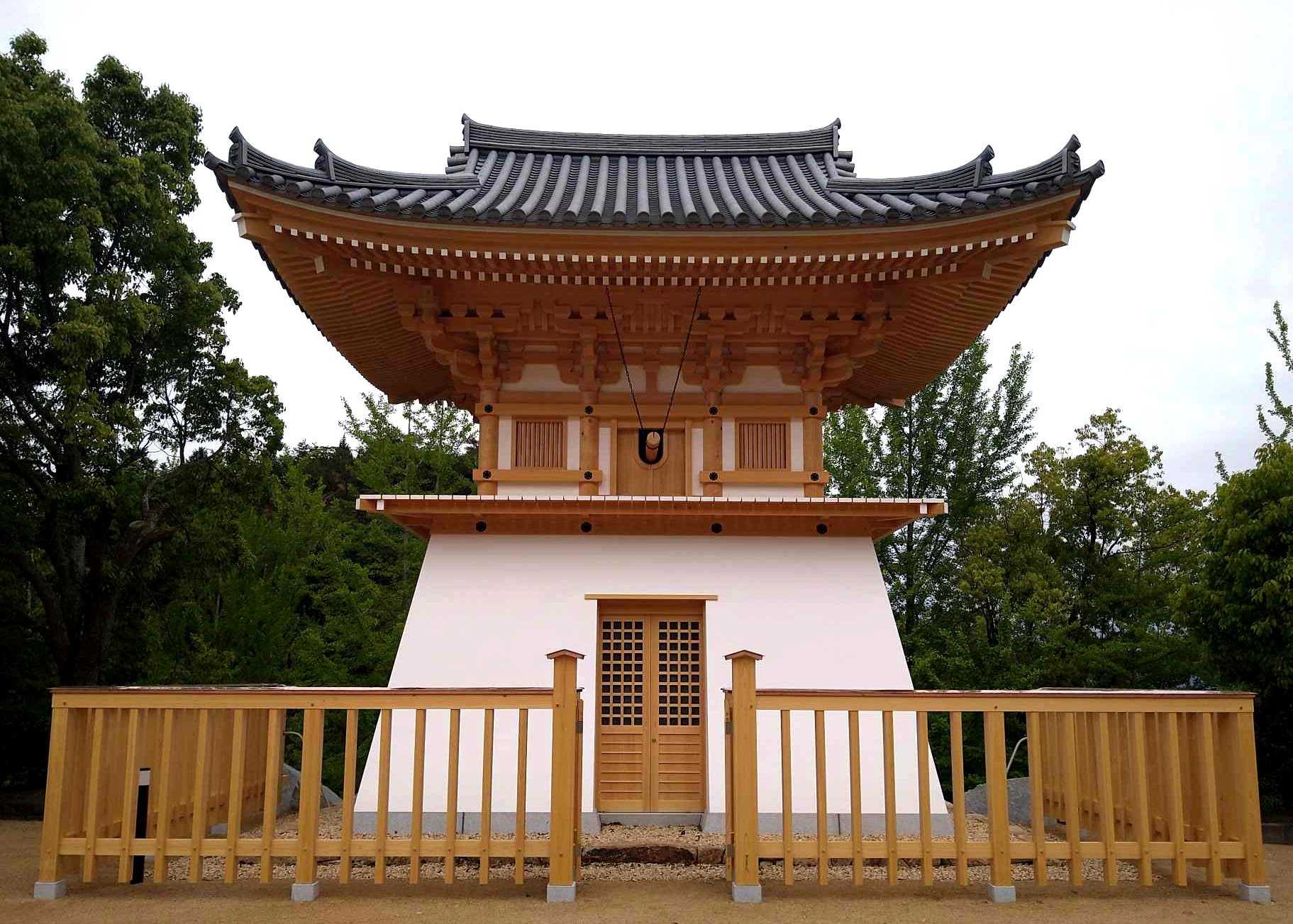
鐘楼堂
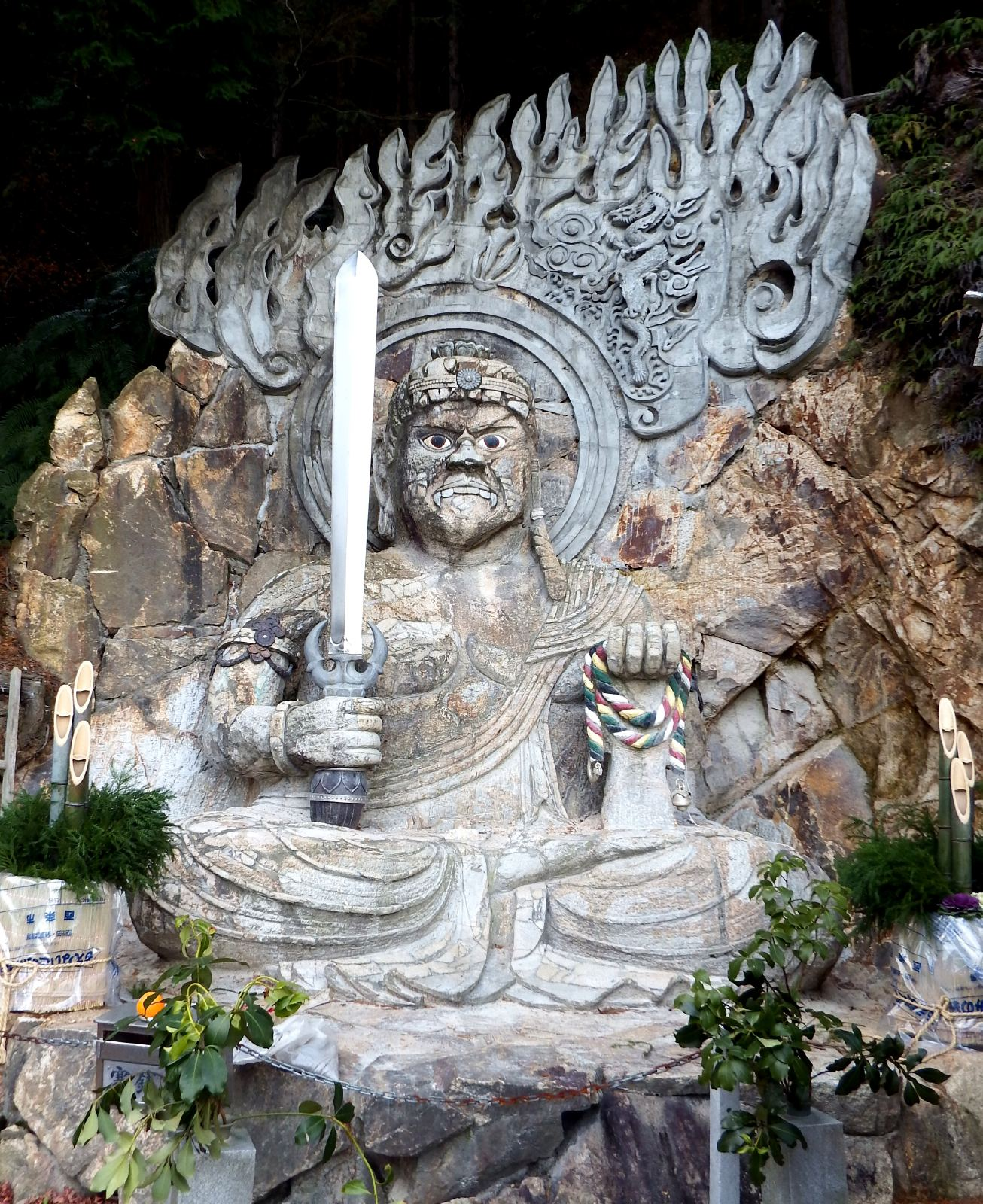
岩の不動明王
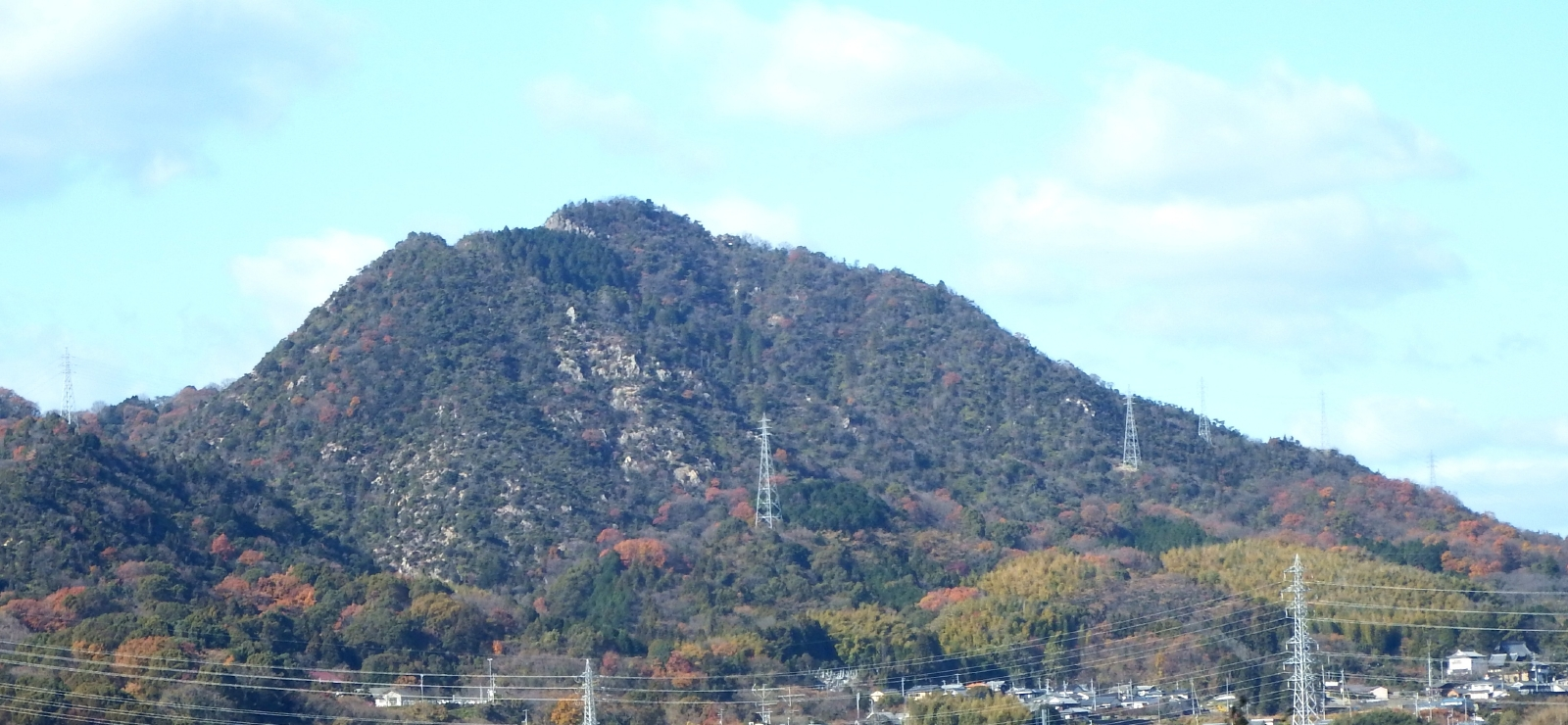
世田山
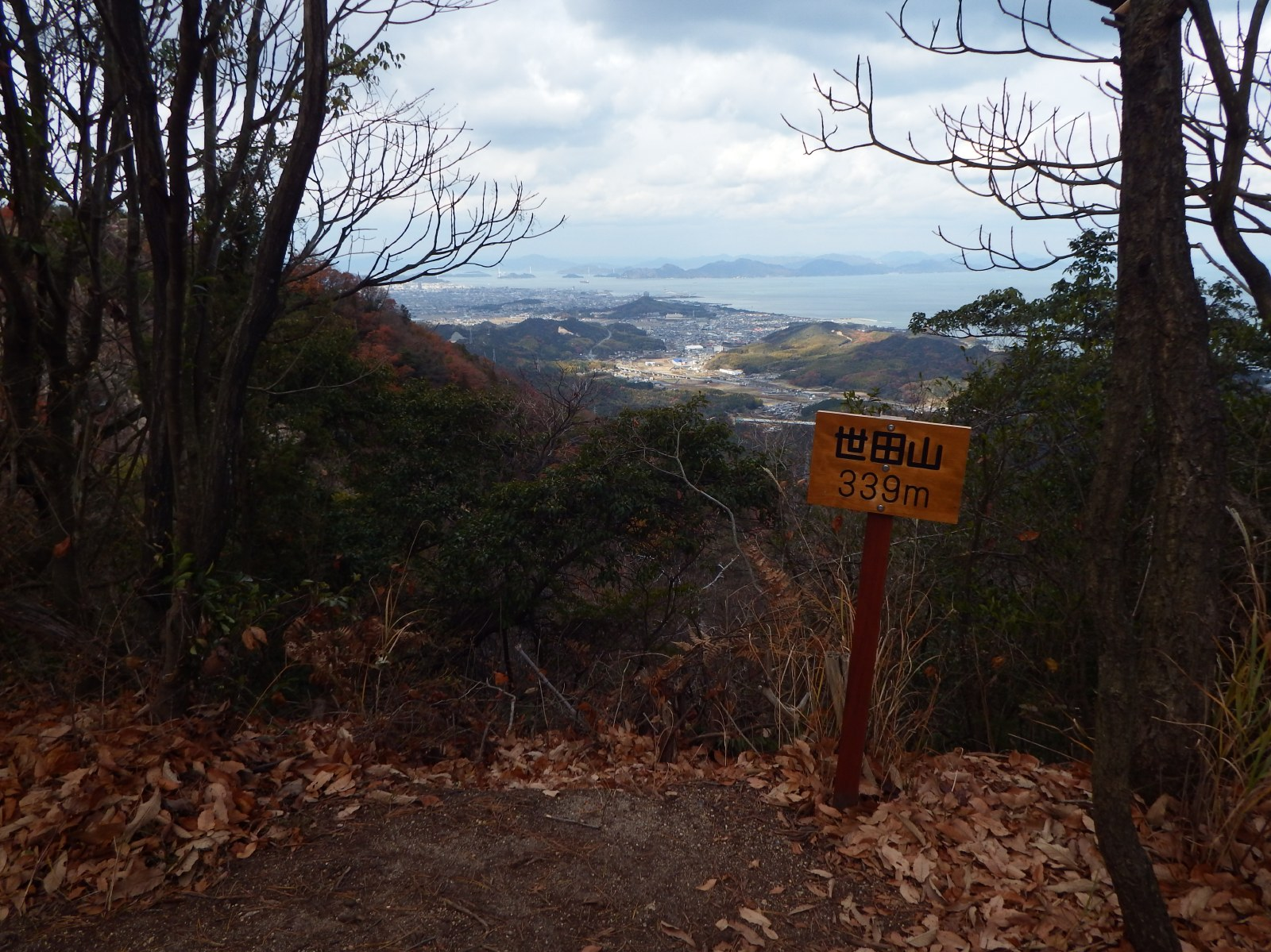
世田山山頂

## 前後の札所
新四国曼荼羅霊場
35 実報寺 --- 36 栴檀寺 --- 37 法華寺